# Phrygionis
Phrygionis is een geslacht van vlinders van de familie spanners (Geometridae), uit de onderfamilie Ennominae.

## Soorten
- P. amblopa Prout, 1933
- P. appropriata Walker, 1861
- P. argentata Drury, 1773
- P. argentistriata Strecker, 1876
- P. argyrosticta Hampson, 1904
- P. citrina Warren, 1897
- P. cruorata Warren, 1905
- P. dominica Prout, 1933
- P. flavilimes Warren, 1907
- P. gemmea Prout, 1933
- P. incolorata Prout, 1910
- P. metaxantha Walker, 1861
- P. modesta Warren, 1904
- P. moeschleri Prout, 1933
- P. mollita Dognin, 1891
- P. naevia Druce, 1892
- P. paradoxata Guenée, 1857
- P. platinata Guenée, 1858
- P. polita Cramer, 1780
- P. sestertiana Prout, 1933
- P. sororcula Warren, 1906
- P. stenotaenia Prout, 1933
- P. sumptuosaria Möschler, 1886